# Phaedrotoma noguesensis
Phaedrotoma noguesensis är en stekelart som först beskrevs av Fischer 1968.  Phaedrotoma noguesensis ingår i släktet Phaedrotoma och familjen bracksteklar. Inga underarter finns listade i Catalogue of Life.